# Foltos bürök
A foltos bürök vagy egyszerűen bürök (Conium maculatum) a zellerfélék (Apiaceae) családjába tartozó egy- vagy kétnyári növényfaj. Erősen mérgező, szervezetbe kerülése bénulásos halálhoz vezet.
További elnevezései: bolondpetrezselyem, bödög, börög, bőrög, bösvény, bötök, büdös bürök, egérbürök, mérgespetrezselyem, mocskos bürök, nagy bürök, patikai bürök, sípfű,

## Leírása
Magassága 50–200 cm. Erőteljes, felálló, dúsan elágazó szárú növény. Levele kettő-négyszeresen szárnyalt, háromszög alakú, a levélkék hosszúkás, tojásdad-hosszúkás formájúak, puhák, lágyak. Elmorzsolva kellemetlen illatúak. 
Szára hengeres, gyengén barázdált, kopasz, deresen hamvas színű,  alsó részén halvány vörösbarna foltok láthatók. 
Virágzata 8–20 cm sugarú összetett ernyő. Az egyes virágok 2 mm-esek, fehérek,  ötszirmúak, a szirmok enyhén kicsípett csúcsúak. Az ernyő alatti gallérlevelek szálasak, hasogatott csúcsúak. A virág alól a gallérkalevelek hiányoznak. Termése két részre tagolt ikerkaszat, magjai barnák.

## Élőhelye
A foltos bürök a Mediterráneumból származik, de ma már a világon mindenütt előfordul mint mezei gyomnövény. Nedves, tápanyagdús talajt kedvel. Elterjedése Európa nagy része, észak kivételével. Magyarországon erdőszélek, gyomtársulások, útszélek, árok- és patakpartok gyakori növénye.

## Felhasználása
Fő hatóanyaga a koniin, mely a növény minden részében megtalálható (friss termésben 2-3%, a mennyiség a száradás során csökken). Hatására először az alsó végtagok bénulnak meg, majd ez felfelé halad, végül teljes öntudat mellett légzésbénulás miatt beáll a halál. Kisebb mennyiségben más piridinvázas alkaloidokat is tartalmaz: konhidrint, pszeudokonhidrint, γ-koniceint és N-metilkoniint.
A foltos bürök nedvét az orvosi tisztesfű (Stachys officinalis) és az édeskömény (Foeniculum vulgare) magjaival keverték össze, s ezt alkalmazták például a sztrichnin és más mérgek ellenanyagaként. A 15–16. században a gyökereket köszvényes fájdalmak csillapítására használták, az 1760-as évektől rákos daganatok kezelését is végezték bürökkel.
Az ókori athéni (görög) törvénykönyvekben a „bürökpohár” a kiszabható halálbüntetés egyik nemeként szerepelt. Szókratészt is ilyen módon végezték ki, azaz a foltos bürök mérgével teli poharat kellett kiinnia, miután istenkáromlásban, valamint az ifjúság tévútra vezetésében találták bűnösnek. Platón – elsőként – ekkor írta le a mérgezési tüneteket.
Ezt a mérgező gyomnövényt napjainkban gyógyászati célra már nem alkalmazzák, mivel kicsi a hatásszélessége (a hatásos és a halálos dózisa nagyon közel van egymáshoz).
Újabb, labor körülmények között végzett kutatások ennek ellenére azt bizonyítják, hogy a népi gyógyászatban betöltött szerepe nem volt alaptalan és potenciálisan rákellenes és daganatellenes tulajdonságai vannak hatóanyagainak köszönhetően.

## Galéria
|  |  |  |  |